# Бельмондо, Стефания
Стефа́ния Бельмо́ндо (итал. Stefania Belmondo; род. 13 января 1969, Винадио, Пьемонт) — итальянская лыжница. Участница пяти Олимпиад, на которых завоевала 10 медалей, две из которых — высшей пробы, четырёхкратная чемпионка мира. Самая титулованная итальянская лыжница. Победительница Кубка мира в сезоне 1998/1999 годов (вместе с норвежкой Бенте Мартинсен).

## Биография

### Детство. Первые шаги.
Родилась 13 января 1969 года в маленьком городке Винадио (провинция Кунео) в семье домохозяйки и служащего компании «Enel». Когда Стефи было три года отец смастерил для неё из дерева лыжи, покрасив в красный цвет. Рядом с домом, где жила Стефания с родителями и старшей сестрой, было большое поле, которое каждую зиму покрывалось снежным покровом. Отец проводил с ней на этом поле много времени, обучая катанию на лыжах.
В шесть лет Стефанию отдали по-настоящему заниматься лыжным спортом, и вскоре она начала участвовать в детских соревнованиях. Малышка Стефи была жизнерадостной и подвижной девочкой и соревновалась не только для того, чтобы победить, а и для забавы. Бельмондо вспоминает, что на первых своих соревнованиях она пришла последней.
В восемь лет она впервые выиграла соревнования для детей своей возрастной группы и ей вручили жёлтую медаль из картона, которую она и по сей день хранит, как добрый знак.

### Юниорский период
Затем на протяжении нескольких лет Стефания Бельмондо продолжает заниматься лыжным спортом и в 1982 году становится членом региональной команды Пьемонта. В 1986 года её принимают в ряды юниорской национальной сборной, а с 1987 года Стефания Бельмондо становится членом национальной сборной Италии.
В 1987 году становится первой итальянской лыжницей, поднявшейся на подиум чемпионата мира среди юниоров.
В 1988 году дебютирует на Олимпийских играх в Калгари.
В 1989 году впервые принимает участие в чемпионате мира в Лахти. В том же году Стефания Бельмондо становится первой итальянкой-победительницей юниорского чемпионата мира.
В 1989 году впервые в истории итальянских лыж Бельмондо становится первой женщиной, победившей на этапе Кубка Мира в Солт-Лейк Сити. А в 1991 году на чемпионате мира в Валь-ли-Фьемме становится первой в истории лыжного спорта Италии женщиной-призёром, выиграв бронзовую медаль в гонке на 15 километров классическим стилем. В том же году французская газета «Ski Français» назовёт Стефанию Бельмондо «маленьким чудом» (рост 155 см, вес 47 кг).

### Между двумя олимпийскими победами
В 1992 году на Олимпиаде в Альбервиле миниатюрная итальянка производит настоящую сенсацию. Она выигрывает серебро в гонке преследования, выводит сборную на третье место в эстафете и становится первой итальянкой-олимпийской чемпионкой, выиграв гонку на 30 км свободным стилем. В марафоне на 30 км Бельмондо смогла опередить своих главных соперниц по Кубку мира - безусловного лидера мировых лыж Елену Вяльбе и находящуюся на пике своей спортивной формы Любовь Егорову.
В том же году Стефания Бельмондо вступает в ряды «зелёной полиции»
В 1993 году Стефания Бельмондо становится первой лыжницей Италии, завоевавшей золото чемпионата мира (на дистанциях 10 и 30 км) в Фалуне(Швеция).
В мае 1993 года Стефания переносит операцию на большом пальце левой ноги, после которой долго восстанавливается. А в сентябре того же года повторную. В результате у неё палец становится почти неподвижным, а во время холодов и вовсе теряет чувствительность. Врачи категорически запрещают ей вставать на лыжи. Но благодаря своему упорству, силе воли и трудолюбию Стефи продолжает тренироваться и выступать на соревнованиях. Но перенесённые операции всё же дают о себе знать. Для Стефании Бельмондо начинается полоса неудач. Сама Стефания назовёт этот период «Голгофа». Так в феврале 1994 года на олимпиаде в Лиллехаммере она завоёвывает только две бронзовые медали: в гонке преследования и в эстафете 4х5.
Неудачно складывается для неё чемпионат мира 1995 года. Здесь она не поднимается выше четвёртого места. Но Стефи не падает духом, и в 1997 году выигрывает четыре серебряных медали в индивидуальных гонках чемпионата мира в Тронхейме, каждый раз соперничая лишь с лидером мировых женских лыж Еленой Вяльбе. Особенно драматичной была гонка преследования, где только фотофиниш смог определить победу Елены Вяльбе.
В 1998 году на Олимпиаде в Нагано Стефания Бельмондо выигрывает серебро в гонке на 30 километров и вытягивает в эстафете женскую сборную Италии с десятого места на третье, отыграв при этом около минуты.
Близится 1999 год. Итальянская лыжница ставит своей целью вновь стать чемпионкой мира. Она начинает усиленно готовиться. Ежедневный подъём в пять часов утра для бега трусцой, затем горный велосипед и лыжероллеры. Стефания садится на диету, состоящую исключительно из овощей и яблок. Усилия Стефи не проходят даром и она во время чемпионата мира в Рамзау (Австрия) становится чемпионкой в гонке на 15 километров, в гонке преследования (уйдя при этом со старта восьмой) и помогает в эстафете своей сборной завоевать серебро. В сезоне 1998/1999 года итальянка выиграла и общий зачёт Кубка мира. Однако, (исключительный случай в истории лыжного спорта) она поделила первое место по набранным очкам с Бенте Мартинсен из Норвегии. Так как индивидуальных побед на этапах Кубка мира у норвежки было больше, то Большой Хрустальный глобус вручили ей и официально Бельмондо осталась второй. Ранее (кубковые сезоны 1990/91, 1991/92 и 1996/97) Стефания уже была второй в общем зачёте, где каждый раз первенствовала Елена Вяльбе.
8 августа 2000 года Стефания Бельмондо по результатам голосования среди местного населения побеждает в конкурсе «Лучшая лыжница Италии XX века», опередив при этом свою коллегу-соперницу Мануэлу Ди Ченту.
В 2002 году Стефания Бельмондо отправляется на свою последнюю олимпиаду в Солт-Лейк Сити. Цель-выиграть вторую в карьере золотую медаль. В первой же гонке на 15 километров в масс-старте российская лыжница Ольга Завьялова в давке случайно ломает ей лыжную палку. На помощь ей пытается прийти французский тренер, но его палка оказывается слишком велика для маленькой Стефании и она около 700 метров бежит практически с одной . Но даже эта неприятность не может остановить Стефи и она продолжает бороться. В конце концов тренер Стефании подыскивает ей запасную палку и она, собрав все силы, устремляется вперёд, на финише обходит россиянку Ларису Лазутину, выиграв у неё 1.8 секунды и завоёвывает свою вторую золотую олимпийскую медаль. Кроме этого Бельмондо завоёвывает бронзу в гонке преследования и серебро в гонке на 30 километров.
16 марта 2002 года Стефания Бельмондо выигрывает Холменколленские игры. Это была последняя победа в спортивной карьере великой лыжницы.
В мае 2002 года Бельмондо на специально созванной пресс-конференции в Сестриере заявила об окончании выступления в большом спорте.

### Попытка возвращения
В декабре 2004 года Стефания Бельмондо на пресс-конференции в Турине делает сенсационное заявление о намерении вернуться в большой спорт после рождения второго ребёнка (первый родился 28 сентября 2003 года) с целью выступления на Олимпиаде в Турине. Летом 2005 года она проходит тесты, которые оказываются положительными и вновь приступает к тренировкам. Но материнский инстинкт берёт верх, и осенью 2005 года Стефания Бельмондо окончательно объявляет о завершении выступления в большом спорте.

### Послесловие
За свои заслуги Стефания Бельмондо получила право зажечь олимпийский огонь зимних Игр в Турине в 2006 году, где состоялся её дебют в качестве спортивного комментатора итальянского государственного телеканала RAI.
На сегодняшний день с мужем Давидом и двумя сыновьями Матиасом (род. 2003) и Лоренцо (род. 2005) живёт в маленькой альпийской деревушке Пьетрапорцио.

### Кубок мира Стефании Бельмондо 1998/1999
| Место | Спортсмен          | Очки |
| ----- | ------------------ | ---- |
| 1     | Бенте Мартинсен    | 768  |
| 1     | Стефания Бельмондо | 768  |
| 3     | Нина Гаврылюк      | 705  |
| 4     | Кристина Шмигун    | 666  |
| 5     | Лариса Лазутина    | 648  |

## Достижения на чемпионатах мира
- 1991 (Валь-ли-Фьемме) — серебро (эстафета) и бронза (15 км)
- 1993 (Фалун) — золото (10 км (гонка преследования), 30 км) и серебро (эстафета)
- 1997 (Тронхейм) — серебро (15 км, 5 км, 10 км (гонка преследования), 30 км)
- 1999 (Рамзау) — золото (15 км и 10 км (гонка преследования)) и серебро (эстафета)
- 2001 (Лахти) — бронза (эстафета)

## Статистика Кубков мира
- 1997 — обладательница Малого Хрустального глобуса в спринтерских гонках
- 74 призовых места на этапах Кубка мира
- 23 победы на этапах Кубка мира

## Победы на этапах Кубка мира
1. 10 декабря 1989 года Солт-Лейк-Сити (15 км)
2. 8 декабря 1990 года Тауплиц (10 км)
3. 9 декабря 1991 года Силвер Стар (15 км)
4. 11 января 1992 года Конье (30 км)
5. 21 февраля 1992 года Ле Сези (30 км)
6. 29 февраля 1992 года Лахти (30 км)
7. 16 января 1993 года Конье (10 км)
8. 23 февраля 1993 года Фалун (преследование)
9. 27 февраля 1993 года Фалун (30 км)
10. 29 ноября 1995 года Гаеливаре (10 км)
11. 7 декабря 1996 года Давос (10 км)
12. 14 декабря 1996 года Бруссон (15 км)
13. 11 января 1997 года Хакуба (5 км)
14. 12 января 1997 года Хакуба (10 км)
15. 15 марта 1997 года Осло (30 км)
16. 11 января 1998 года Рамзау (10 км)
17. 7 марта 1998 года Лахти (15 км)
18. 19 февраля 1999 года Рамзау (15 км)
19. 23 февраля 1999 года Рамзау (преследование)
20. 2 февраля 2000 года Тронхейм (5 км)
21. 20 февраля 2000 года Ламаура-Маут (30 км)
22. 9 марта 2002 года Фалун (дуатлон)
23. 16 марта 2002 года Осло (30 км)

## Награды
- Командор ордена «За заслуги перед Итальянской Республикой» (26 апреля 2002 года)[6].

## Общественная деятельность
Стефания Бельмондо часть заработанных ею средств тратит на благотворительность. Она является одним из спонсоров программы «Aquaevita» («Вода и жизнь»), поддерживающую водные проекты в девяти африканских странах. А также проекта ARFA, который собирает средства для обучения врачей и на развитие новых медицинских и хирургических технологий.

## Высказывания
- Я научилась видеть цель и добиваться её с жертвой.
- Хорошая подготовка требует постоянства, как для строительства дома или замка: ты должен систематизировать кирпичи в определённом порядке, с некоторой регулярностью и не поместить один из них здесь, другой там, сегодня да, завтра нет, иначе когда стена достигнет вершины она упадёт.
- Самое большое неудовлетворение может быть после соревнования с дисквалификацией спортсмена после допинга, когда ты понимаешь, что его победа стоила тебе положения или просто подиума.